# 舟叶橐吾
舟叶橐吾（学名：Ligularia cymbulifera）是菊科橐吾属的植物，为中国的特有植物。分布于中国大陆的云南等地，生长于海拔3,000米至4,800米的地区，常生于高山草甸、林缘、荒地、草坡、高山灌丛以及河边，目前尚未由人工引种栽培。